# Pedúnculo
Para la sección acerca de los pedúnculos del cerebelo, véase Pedúnculos del cerebelo.
Para el pedúnculo cerebral, véase Pedúnculo cerebral.

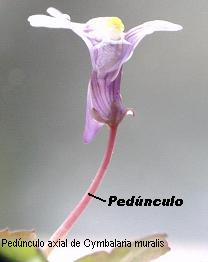
Pedúnculo de una flor de Cymbalaria muralis.

En botánica se llama pedúnculo o pedicelo en el caso de las inflorescencias compuestas no capitulares (por ejemplo en las Umbelliferae) al rabillo que sostiene un capítulo o una inflorescencia unifloral y,  posteriormente a su fecundación, su fruto. En dicho caso, es entonces una mera prolongación del tallo.
Tiene la estructura de un tallo y es responsable de la sustentación y conducción de la savia a las flores.
Raramente presenta ramificaciones o estructuras de origen foliar, como brácteas.
En su ausencia, las flores son llamadas sésiles o sentadas.
A nivel culinario, destaca el consumo del pedúnculo de los frutos de Hovenia dulcis, conocido como "pasa" Hovenia; el cual se consume como una "fruta" fresca o deshidratada (el fruto propiamente tal de esta especie no es consumido y se desecha).